# سیارک ۸۵۵۴
سیارک ۸۵۵۴ (به انگلیسی: 8554 Gabreta، نامگذاری:1995KH) هشت هزار و پانصد و پنجاه و چهارمین سیارک کشف شده‌است که در ۲۵ مه ۱۹۹۵ کشف شد.
قدر مطلق سیارک برابر ۱۵٫۷۰ است.